# 汾城城墙
35°49′10″N 111°16′20″E / 35.81944°N 111.27222°E
汾城城墙位于中国山西省襄汾县汾城镇。城墙原为土墙，始建于唐贞观七年（633年），旧称鄂公敬德堡。现存砖城系明崇祯四年（1631年）由改筑，“高四丈，濠深一丈五”，开五座城门，三面临沟。周长1508.3米，高13.3米，开城门5处，城濠深5米。现存西城墙长约1000米。2006年公布为第六批全国重点文物保护单位。2021年11月，西城门修缮完工。